# Plumb
Тиффани Арбакл Ли (англ. Tiffany Arbuckle Lee) — исполнительница, выступающая под сценическим псевдонимом Plumb. В своих песнях она использует несколько разных музыкальных жанров, включая альтернативный рок, христианский альтернативный рок, дэнс, поп и электронику.

## Семья
Тиффани вышла замуж за Джереми Ли (основателя FlatRock Management) и родила троих детей: Соломона Фури Ли, Оливера Кэнона Ли и Клементин Файр Ли. В настоящее время[когда?] они проживают в пригороде Нашвилла (штат Теннесси).

## История
Тиффани выросла в Атланте (штат Джорджия) и начинала карьеру как бэк-вокалистка. Её альбом candycoatedwaterdrops получил Премию Голубя в 2000 году как «Современный рок-альбом года». Два саундтрека из этого альбома были записаны для других исполнителей; хит «Stranded» был записан для Дженифер Пейдж, а «Damaged» стал популярным танцевальным хитом в 2003 году в Великобритании, записанным для группы Plummet.
Plumb продавалась как группа в течение первых трёх выпусков альбомов. Группу назвали в честь песни Сюзанны Веги «Моя Любимая Слива».

### Сольная карьера
Тиффани хотела покинуть музыкальную индустрию после альбома 2000 года. Ли получила записку от поклонницы за несколько часов до того, как она подумывала о том, что этот концерт должен стать последним в её жизни. В записке говорилось о песне Plumb «Damaged», которая была написана и впоследствии записана о девушке, подверженной домогательствам в детстве. В записке говорилось: «Независимо от того, чем вы будете заниматься в будущем, я хочу, чтобы вы никогда не забывали о том, что изменили чью-то жизнь»
Эта записка вдохновила Тиффани на продолжение музыкальной карьеры. Она подписала контракт с Curb Records в 2003 году для того, чтобы выступать сольно, выпустив альбом Beautiful Lumps of Coal. Главный сингл с этого альбома, «Real», попал на 41-ю строчку в хит-параде Великобритании.
Её альбом Chaotic Resolve занял 177-ю строчку в Billboard Top 200 album chart в США 9 марта 2006 года и первую строчку в Christian airplay chart. Песня «Cut» стала хитом номер 1 в XM’s dance hits канала BPM, а также заняла пятую строчку в Billboard’s Dance Charts Hot Dance Airplay.
Музыку Plumb можно услышать в саундтреках к таким фильмам как «Брюс Всемогущий», «Молодожёны», «Вид сверху лучше», «Идеальный мужчина», «Шестнадцатилетняя мать» и др., а также в таких сериалах как «Бухта Доусона», Фелисити, «Скорая помощь», «Город пришельцев», «Холм одного дерева» и «Дневники вампира».
Тиффани также написала песни для таких исполнителей как Мишель Бранч, Кимберли Локк и Мэнди Мур.
Эми Ли из группы Evanescence говорила, что исполнительница Plumb оказала некое влияние на её творчество.
9 октября 2007 года был выпущен Blink — третий альбом Plumb. На сингл «In My Arms» было сделано множество ремиксов разными исполнителями, например Kaskade, Paul van dyk, Scotty K, Gomi и Bimbo Jones, позднее «In My Arms» занял первую строчку в Billboard Dance Charts.
19 мая 2009 года Тиффани объявила, что находится в процессе записывания нового альбома Beautiful History , который должен выйти осенью.
Первый же сингл с нового альбома «Hang On» занял первое место в US Billboard Hot Dance Club Play в 2009 году.

## Дискография
- 1997 — Plumb
- 1999 — candycoatedwaterdrops
- 2000 — The Best of Plumb
- 2003 — Beautiful Lumps of Coal
- 2006 — Chaotic Resolve
- 2007 — Blink (альбом Plumb)|Blink
- 2009 — Beautiful History
- 2011 — Faster Than a Bullet
- 2013 — Need You Now
- 2015 — Exhale
- 2018 — Beautifully Broken